# Pokolenie Alfa

Oś czasu pokoleń w świecie zachodnim

Pokolenie Alfa (z ang. Generation Alpha) – kohorta demograficzna następująca po pokoleniu Z. Nazwa nawiązuje do pierwszej litery alfabetu greckiego, pokolenie Alfa jest pierwszym, które urodziło się w całości w trzecim tysiącleciu. Większość członków generacji Alfa to dzieci millenialsów, tj. pokolenia Y.
Nazwa Generation Alpha pochodzi z wyników ankiety przeprowadzonej w 2008 roku przez australijską agencję konsultingową McCrindle Research, a jej założycielowi Markowi McCrindle, przypisuje się ukucie tego terminu. Zdecydował się on na pierwszą literę greckiego alfabetu, używanego w nauce, aby podkreślić początek nowego cyklu następującego po pokoleniu Z.
Przyjmuje się, że pokolenie alfa rozpoczyna się w latach następujących po roku 2010 i trwa do około połowy lat 20. XXI wieku.
McCrindle Research czerpał również inspirację z nazewnictwa huraganów, a konkretnie z sezonu huraganów na Atlantyku w 2005 r., w którym nazwy zaczynające się od liter alfabetu łacińskiego zostały wyczerpane, a ostatnie sześć burz nazwano greckimi literami od alfa do zeta.
Niektórzy komentatorzy przewidywali, że globalny wpływ pandemii COVID-19 stanie się wydarzeniem definiującym to pokolenie i sugerowali nazwę pokolenie C dla osób urodzonych podczas pandemii lub dorastających podczas pandemii.
W 2015 roku na całym świecie co tydzień rodziło się około dwóch i pół miliona ludzi, a oczekuje się, że pokolenie Alfa osiągnie liczebność dwóch miliardów do 2025 r. Dla porównania Organizacja Narodów Zjednoczonych oszacowała, że populacja ludzka wynosiła około 7,8 miliarda w 2020 roku, w porównaniu z 2,5 miliarda w 1950 roku. Według danych za 2020 roku około trzy czwarte wszystkich ludzi mieszka w Afryce i Azji. W rzeczywistości większość wzrostu populacji ludzkiej pochodzi z tych dwóch kontynentów, ponieważ narody w Europie i obu Amerykach liczebnie nie są w stanie dorównać Afryce i Azji.